# Rodolfo Ostromann
Rodolfo Ostromann (Pola, 22 dicembre 1903 – Pola, 5 settembre 1960) è stato un calciatore italiano, di ruolo attaccante.
Fu anche noto come Ostromann II per differenziarlo dal fratello maggiore Vittorio (Ostromann I) e da quello minore Giuseppe (Ostromann III).

## Caratteristiche tecniche
(Da "1899-1999, Un secolo rossonero" di Carlo Fontanelli, Geo Edizioni 2000)

## Carriera

### Club
Nativo di Pola, allora facente dell'Impero austro-ungarico, crebbe calcisticamente nelle giovanili del Grion Pola, prima di passare all'Edera Pola dove rimane fino al 1924. Passò infatti in quell'anno al Milan, dove disputò 21 gare mettendo a segno diciotto reti.
Nella seconda stagione riuscì a giocare solo 2 gare prima di subire un grave infortunio che gli fece saltare il resto della stagione (e che ne compromise in parte la carriera): nell'anno successivo siglò invece otto reti in 27 presenze. Nel 1927-1928 invece le marcature furono sette in 22 incontri, in quella che fu la sua ultima stagione con la maglia rossonera.
Nell'estate del 1928 venne ingaggiato dalla Triestina, dove giocò l'ultimo campionato di Divisione Nazionale suddiviso in gironi: siglò 17 reti in 30 gare, risultando il miglior marcatore della sua squadra. Nella stagione successiva il campionato fu rivoluzionato con l'introduzione del girone unico: Ostromann, sempre con la Triestina, esordì ufficialmente il 6 ottobre 1929, nella gara Triestina-Torino 0-1; non fu però in grado di ripetere la prestazione dell'anno precedente, difatti siglò sei reti in 34 presenze.
Nel 1930-1931 militò nel Legnano, sempre in massima serie, dove siglò tre reti in 29 gare prima di passare al Cagliari, neopromosso in Serie B. Qui, sotto la guida di Ernest Erbstein e con accanto in attacco Domenico D'Alberto, segnò undici reti (tra cui una doppietta all'Atalanta il 1º novembre 1931) e giocando tutte le gare di campionato. Lasciò i sardi dopo una sola stagione per tornare nella sua città natale, dove mise fine alla sua carriera di calciatore nel 1934, giocando con il Grion Pola due stagioni nella serie cadetta.